# 키모 (으랏차차 삼총사)
키모(Kimo)는 미국의 만화·애니메이션 《으랏차차 삼총사》에 등장하는 캐릭터이다. 애니메이션에서 목소리를 연기한 성우는 미국판은 벤 허스턴, 한국판은 정승욱이다.

## 소개
본작의 주인공으로 스모 3인방 중 일본인 스모이다.